# Dirka po Španiji 1960
Dirka po Španiji 1960 (špansko Vuelta a España 1960) je 15. izvedba dirke po Španiji, tritedenske moške cestne kolesarske etapne dirke. Začela se je 29. aprila v Gijónu in končala 15. maja v Bilbau. Sodelovalo je 80 kolesarjev iz 8-ih ekip. Rumeno majico je prvič osvojil Frans De Mulder, drugo mesto Armand Desmet (oba Groene Leeuw–Sinalco–SAS), tretje pa Miguel Pacheco Font (Licor 43). Modro majico je osvojil Arthur Decabooter (Groene Leeuw–Sinalco–SAS), zeleno majico Antonio Karmany (Kas–Boxing), rdečo majico pa Vicente Iturat (Ferrys).

## Ekipe
- Brandy Majestad
- Coupry–Margnat
- EMI–Guerra
- Faema
- Ferrys
- Groene Leeuw–Sinalco–SAS
- Kas–Boxing
- Licor 43

## Etape
| Etapa | Datum     | Štart/Cilj              | Razdalja | Tip     | Tip                  | Zmagovalec                    |
| ----- | --------- | ----------------------- | -------- | ------- | -------------------- | ----------------------------- |
| 1     | 29. april | Gijón – Gijón           | 8 km     |         | ekipni kronometer    | Faema                         |
| 2     | 30. april | Gijón – La Coruña       | 235 km   |         |                      | Felipe Alberdi (ESP)          |
| 3     | 1. maj    | La Coruña – Vigo        | 187 km   |         |                      | Antonio Barrutia (ESP)        |
| 4     | 2. maj    | Vigo – Ourense          | 105 km   |         |                      | Frans De Mulder (BEL)         |
| 5     | 3. maj    | Ourense – Zamora        | 287 km   |         |                      | Antonio Gómez del Moral (ESP) |
| 6     | 4. maj    | Zamora – Madrid         | 250 km   |         |                      | Nino Assirelli (ITA)          |
| 7     | 5. maj    | Madrid – Madrid         | 209 km   |         |                      | Frans De Mulder (BEL)         |
| 8     | 6. maj    | Guadalajara – Zaragoza  | 264 km   |         |                      | Arthur Decabooter (BEL)       |
| 9     | 7. maj    | Zaragoza – Barcelona    | 269 km   |         |                      | Salvador Botella (ESP)        |
| 10    | 8. maj    | Barcelona – Barbastro   | 240 km   |         |                      | Alfons Sweeck (BEL)           |
| 11    | 9. maj    | Barbastro – Pamplona    | 267 km   |         |                      | Vicente Iturat (ESP)          |
| 12    | 10. maj   | Pamplona – Logroño      | 179 km   |         |                      | Jesús Galdeano (ESP)          |
| 13    | 11. maj   | Logroño – San Sebastián | 211 km   |         |                      | Federico Bahamontes (ESP)     |
| 14    | 12. maj   | San Sebastián – Vitoria | 263 km   |         |                      | Antonio Suárez (ESP)          |
| 15    | 13. maj   | Vitoria – Santander     | 232 km   |         |                      | Arthur Decabooter (BEL)       |
| 16    | 14. maj   | Santander – Bilbao      | 192 km   |         |                      | Frans De Mulder (BEL)         |
| 17a   | 15. maj   | Bilbao – Guernica       | 116 km   |         |                      | Frans De Mulder (BEL)         |
| 17b   | 15. maj   | Guernica – Bilbao       | 53 km    |         | posamični kronometer | Antonio Karmany (ESP)         |
|       | Skupaj    | Skupaj                  | 3567 km  | 3567 km | 3567 km              | 3567 km                       |

## Končna razvrstitev
| Legenda | Legenda                                    | Legenda | Legenda                          |
| ------- | ------------------------------------------ | ------- | -------------------------------- |
|         | Predstavlja vodilnega v skupnem seštevku   |         | Predstavlja vodilnega po točkah  |
|         | Predstavlja vodilnega v gorski razvrstitvi |         | Predstavlja vodilnega v šprintih |

### Rumena majica
| Poz. | Kolesar              | Ekipa                    | Čas          |
| ---- | -------------------- | ------------------------ | ------------ |
| 1    | Frans De Mulder      | Groene Leeuw–Sinalco–SAS | 103h 05' 57" |
| 2    | Armand Desmet        | Groene Leeuw–Sinalco–SAS | + 15' 21"    |
| 3    | Miguel Pacheco Font  | Licor 43                 | + 19' 24"    |
| 4    | Antonio Karmany      | Kas–Boxing               | + 22' 03"    |
| 5    | Juan Campillo        | Kas–Boxing               | + 29' 50"    |
| 6    | Fernando Manzaneque  | Faema                    | + 31' 58"    |
| 7    | Salvador Botella     | Faema                    | + 32' 58"    |
| 8    | Benigno Aspuru       | Kas–Boxing               | + 35' 08"    |
| 9    | Jesús Loroño         | Brandy Majestad          | + 38' 11"    |
| 10   | Arthur Decabooter    | Groene Leeuw–Sinalco–SAS | + 44' 42"    |
| 11   | Antonio Suárez       | Faema                    |              |
| 12   | Andre Messelis       | Groene Leeuw–Sinalco–SAS |              |
| 13   | Rene Marigil         | Ferrys                   |              |
| 14   | Antonin Rolland      | Coupry–Margnat           |              |
| 15   | Carmelo Morales      | Kas–Boxing               |              |
| 16   | Alfons Sweeck        | Groene Leeuw–Sinalco–SAS |              |
| 17   | José Gomez Del Moral | Groene Leeuw–Sinalco–SAS |              |
| 18   | Angel Guardiola      | Licor 43                 |              |
| 19   | Joseph Aure          | Coupry–Margnat           |              |
| 20   | José Segú Soriano    | Kas–Boxing               |              |
| 21   | Jesús Galdeano       | Faema                    |              |
| 22   | Manuel Santiago      | Licor 43                 |              |
| 23   | Antonio Bertrán      | Faema                    |              |
| 24   | Constant De Keyser   | Groene Leeuw–Sinalco–SAS |              |